# Batalion „Dzik”

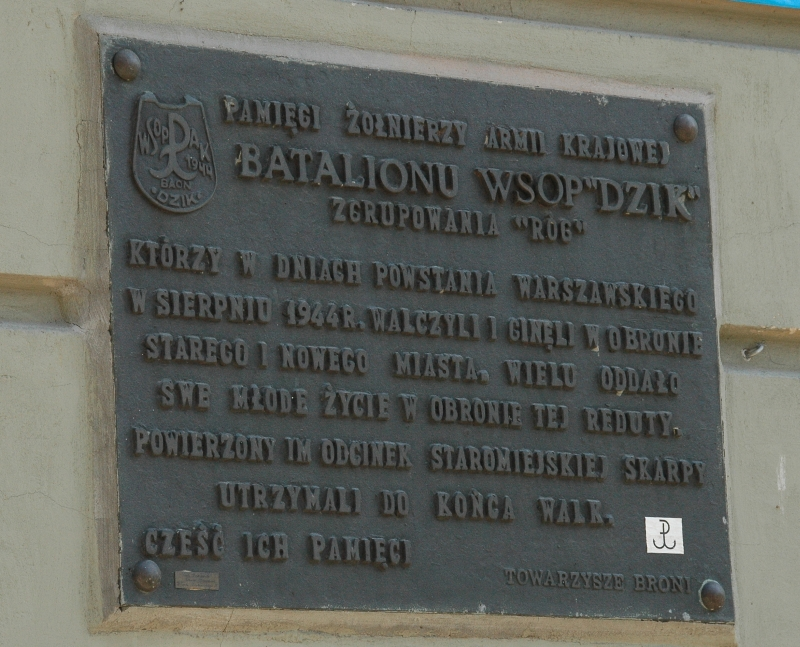
Tablica upamiętniająca walki prowadzone przez Batalion "Dzik". Warszawa, Nowe Miasto

Batalion „Dzik” – I Batalion Wojskowej Służby Ochrony Powstania utworzony w 1942 w ramach Służby Ochrony Powstania. W czasie konspiracji batalion składał się z pięciu kompanii o numerach 11, 12, 13, 14 i 15 wchodząc w skład Rejonu I Obwodu Śródmieście AK.
W okresie powstania warszawskiego oddział uczestniczył w walkach jako oddział liniowy, na Starym Mieście w ramach Zgrupowania "Róg", na Powiślu oraz w Śródmieściu Północ i Śródmieście-Południe.

## Szlak bojowy
W ramach Rejonu I WSOP w czerwcu 1944 I Batalion WSOP liczył 5 kompanii obejmując 39 oficerów, 12 podchorążych, 105 podoficerów i 262 szeregowych. Łącznie 418 żołnierzy i oficerów. Stan ten nie obejmował kobiet z Wojskowej Służby Kobiet. Według podanych informacji oddziały WSOP miały samodzielnie lub we współpracy z innymi oddziałami opanować obiekty:
- 11 kompania miała opanować: Fabrykę garbników "Quebracho" na ul. Rybaki 6; dawną starą prochownię na ul. Rybaki; Szkołę Powszechną na ul. Rybaki 32 (zamienioną na magazyn mundurowy Wehrmachtu); Następnie wspólnie z innymi oddziałami AK miała opanować ruiny Zamku Królewskiego;
- 12 kompania miała za zadanie zdobycie i zabezpieczenie: pałacu Blanka na pl. Teatralnym; gmachu Banku Polskiego na ul. Bielańskiej;
- 13 kompania miała za zadanie opanować: elektrownię na Powiślu wraz ze Stacją Pomp.
- 14 kompania miała za zadanie opanować gmach Towarzystwa Kredytowego Ziemskiego na ul. Kredytowej; szkołę im. M.Reja; ruiny pałacu Kronenberga przy placu Piłsudskiego;

Ponadto do celów batalionu należał: Szpital Oftalmiczny na ul. Smolnej 8 i kilka mniejszych obiektów.
W wyniku mobilizacji 1 sierpnia do miejsc koncentracji dotarło ok. 55% żołnierzy. 1 sierpnia o godz. 17.00 kompanie 11 i 12, wraz z dowództwem batalionu, rozlokowały się na Starym Rynku. Obie kompanie liczące łącznie ok. 180 żołnierzy dysponowały oficjalnie dwoma pistoletami maszynowymi, 10 pistoletami i 49 granatami.
Pozostałe kompanie pozostały w Śródmieściu. 13 kompania, dowodzona przez por. Edwarda Pieczyńskiego "Radwana", weszła w skład załogi Elektrowni Warszawskiej. 14 kompania dowodzona przez ppor. Kazimierza Barcewicza "Piaskowiec" atakowała budynek niemieckiego urzędu zatrudnienia przy ul. Kredytowej, gmach gimnazjum im. Reja i budynek Towarzystwa Kredytowego Ziemskiego, ponosząc znaczne straty w ludziach. Nalot lotniczy praktycznie unicestwił kompanię nr 14. Pozostali przy życiu żołnierze zostali wcieleni do 100 kompanii sztabowej, a nie posiadający broni do różnych oddziałów pomocniczych. Brak jakichkolwiek danych o działaniach 15 kompanii.
Wobec utraty łączności z 13 oraz 14 kompanią, oraz kompanią 15 dowódca batalionu por. Tadeusz Okolski "Dzik", z konspiracyjnych kadr i napływających ochotników utworzył na nowo 15 kompanię.
11 kompania, zdobyła, bronioną przez własowców szkołę na Rybakach, fabrykę Quebracho i starą prochownię. Grupa żołnierzy, w składzie pododdziałów batalionu Bończa, wzięła udział w opanowaniu ruin Zamku Królewskiego.
12 kompania, razem z pododdziałami batalionu "Gozdawa" i oddziałem "Barrego", opanowała pałac Blanka. Kompania uczestniczyła w zdobyciu budynków Banku Polskiego na ul. Bielańskiej, a następnie weszła w skład jego załogi, broniąc m.in. barykady na rogu ul. Bielańskiej i pl. Teatralnego do 8 sierpnia.
Od 8 sierpnia batalion operował w składzie zgrupowania "Róg" broniąc odcinka wzdłuż Wybrzeża Gdańskiego od starej prochowni do budynku szkoły przy ul. Rybaki 32. W ciężkich walkach, w których uczestniczył batalion Czwartaków, do 31 sierpnia skutecznie broniono dostępu do ul. Mostowej. Spalono 3 czołgi i 1 tankietkę nieprzyjaciela.
Nocą z 1 na 2 września oddziały przeszły kanałami do Śródmieścia Północ. Od 2 września oddział został przydzielony do Grupy "Powiśle" pod dowództwem mjr. Stanisława Błaszczaka "Róg". Po upadku Powiśla 7 września resztki batalionu przedostały się do Śródmieścia Południe, gdzie do końca powstania broniły domów nr 21 i 22 przy Al. Jerozolimskich jako 2 kompania Batalionu "Ostoja".
Straty batalionu w okresie walk powstańczych wyniosły 67% poległych i zaginionych – uwzględniając najwyższy stan osobowy batalionu – 340 ludzi.

## Ordre de bataille

### 1 sierpnia 1944
Dowództwo
- Dowódca – por. rez. piech. Tadeusz Okolski "Dzik";
- Zastępca – por. rez. łącz. Stanisław Sienkiewicz "Leliwa";
- Adiutant – por. rez. lot. Jerzy Zieliński "Brochwicz";
- Kwatermistrz sztabu – ppor. czasu wojny Piotr Brajbisz "Żak"
- Oficer gospodarczy – ppor. NN "Stefan Wasilewski";
- Oficer ewidencyjny – strz. z cenz. mgr inż. Janusz Modliński "Podkowa";
- Komendantka sanitariatu – sierż Barbara Krok-Paszkowska "Sylwia"

Oddziały
- 11 Kompania – dowódca ppor. rez. art. Zenon Szczepkowski "Szczerba"; zastępca – ppor. rez. Czesław Dąbrowski "Rawicz"; szef – wachm. Józef Krawczak "Krukowski";
  - Pluton 111 – dowódca ppor. rez. piech. Tadeusz Mędrzycki "Bazyl";
  - Pluton 112 – dowódca ppor. Tadeusz Dziewicki "Oksza";
  - Pluton 113 – dowódca ppor. Antoni Malec "Kostek";
- 12 Kompania – dowódca por. rez. żand. Wacław Kozicki "Marian Openheim"; zastępca – chor./ppor. czasu wojny – Marceli Ciechanowicz, "Nałęcz"; Szef – por. Wojciech NN, "Bankowski";
  - Pluton 121 – dowódca chor. Marceli Ciechanowicz "Antoni Nałęcz";
  - Pluton 122 – dowódca ppor. rez. art. Jerzy Stelmaszczyk "Jurand";
  - Pluton 123 – dowódca NN;
- 13 Kompania – por. Edward Pieczyński "Radwan"; zastępca ppor. Jan Stępień "Ostróżko"; Szef – NN;
  - Pluton 131 – ppor. rez. Eugeniusz Zakrzewski "Sveno";
  - Pluton 132 – dowódca NN;
  - Pluton 133 – dowódca NN;
- 14 Kompania – dowódca ppor. Kazimierz Barcewicz "Piaskowiec";
  - Pluton 141 – dowódca NN;
  - Pluton 142 – ppor. Wacław Chyra "Albin Muszyński";
  - Pluton 143 – dowódca NN;
- 15 kompania – dowódca NN;
  - Pluton 151 – dowódca NN;
  - Pluton 152 – dowódca NN;
  - Pluton 153 – dowódca NN.